# Fitków
Fitków (ukr. Фітьків) – wieś na Ukrainie, w obwodzie iwanofrankiwskim, w rejonie nadwórniańskim.
W czasie okupacji niemieckiej ukraińska mieszkanka wsi Paraskowija Dutczak przy udziale duchownego z Horocholiny Josypa Petrasza ukrywała Żydów, za co w 1993 roku Instytut Jad Waszem uhonorował oboje tytułami Sprawiedliwych wśród Narodów Świata.